# Fuego (chanson d'Eleni Foureira)
Pour les articles homonymes, voir Fuego.
Chansons représentant Chypre au Concours Eurovision de la chanson
Gravity
(2017) Replay
(2019)
Fuego (en français : « Feu ») est une chanson de la chanteuse grecque Eléni Fouréira.
Elle représente l'île de  Chypre au Concours Eurovision de la chanson 2018 à Lisbonne au Portugal, auquel elle termine en 2e position lors de la finale, derrière Israël représenté par Netta Barzilai et sa chanson Toy.

## Présentation
Le diffuseur chypriote RIK révèle le titre de la chanson le 1er février 2018, puis présente le clip un mois plus tard le 2 mars 2018, et enfin la chanson sort une semaine plus tard le 9 mars 2018 sur les plateformes de téléchargement numérique,. D'une durée de 3 minutes et 3 secondes, elle est écrite et composée par un groupe constitué du producteur et auteur-compositeur gréco-suédois Alex Papaconstantinou, de Geraldo Sandell, de Viktor Svensson, d'Anderz Wrethow et de Didrick et est produire par  Alex Papaconstantinou, Victory et les labels A-P, Pani et Sony. 
Le texte de la chanson est la tirade d'une femme qui demande à un homme de regarder le feu qu'elle a en elle et qui l'a fait voler. Eléni Fouréira décrit le thème de la chanson comme l'autonomisation des femmes et qu'elle veut « montrer le feu que les femmes ont en elles »,. La mélodie de Fuego utilise le motif du millennial whoop. La chanson a également été enregistrée en espagnol.

## Concours Eurovision de la chanson
Le 25 janvier 2018, des rumeurs rapportent qu'Eléni Fouréira aurait été sélectionnée pour représenter l'île de Chypre au Concours Eurovision de la chanson 2018. Cependant, cette annonce n'est pas confirmée par la Société de radiodiffusion de Chypre (RIK). Le 1er février 2018, RIK la confirme et annonce qu'Eléni Fouréira et sa chanson Fuego sont sélectionnées pour représenter Chypre à l'Eurovision 2018. 
La chanson termine à la 2e place en finale du Concours Eurovision de la chanson 2018 avec 436 points, le meilleur classement de Chypre dans son histoire au concours.
La musique est notamment reprise par Måns Zelmerlöw lors de l'Eurovision  2019 lors d'une animation appelée Switch song où des interprètes des éditions précédentes interprète d'autres musiques de l'Eurovision. Eléni Fouréira y participe également en reprenant le titre Dancing Lasha Tumbai du chanteur ukrainien Verka Serduchka , qui avait représenté l'Ukraine au Concours Eurovision de la chanson 2007. 
La chanson remporte le vote populaire lors de l'événement #EurovisionAgain en collaboration avec l'UER

## Liste des pistes
| 1. | Fuego                     | 3:03 |
| 2. | Fuego (Version espagnole) | 3:03 |

## Classements hebdomadaires
| Classement (2018)                   | Meilleure position |
| ----------------------------------- | ------------------ |
| Allemagne (Media Control AG)        | 81                 |
| Autriche (Ö3 Austria Top 40)        | 35                 |
| Belgique (Flandre Ultratip 100)     | 10                 |
| Espagne (PROMUSICAE)                | 9                  |
| France (SNEP)                       | 70                 |
| Grèce Airplay (IFPI Greece)         | 14                 |
| Grèce Digital Singles (IFPI Greece) | 1                  |
| Irlande (IRMA)                      | 50                 |
| Israël (Media Forest)               | 10                 |
| Norvège (VG-lista)                  | 16                 |
| Pays-Bas (Single Top 100)           | 96                 |
| Portugal (AFP)                      | 18                 |
| Écosse (OCC)                        | 30                 |
| Royaume-Uni (UK Singles Chart)      | 64                 |
| Suède (Sverigetopplistan)           | 14                 |
| Suisse (Schweizer Hitparade)        | 46                 |

## Certifications
| Région                                                                                                 | Certification | Ventes/Streams |
| --- | ------------- | -------------- |
| Espagne (PROMUSICAE)                                                                                   | Or            | 20,000*        |
| *Ventes selon la certification ^Mise en rayon selon la certification xNon précisé par la certification |               |                |

## Historique de sortie
| Pays         | Date        | Format                   | Label                       |
| ------------ | ----------- | ------------------------ | --------------------------- |
| Monde entier | 9 mars 2018 | Téléchargement numérique | A-P Records / Panik Records |